# Орден Короля Фейсала
Орден Короля Фейсала — государственная награда Саудовской Аравии.

## История
Орден Короля Фейсала был учреждён королём Саудовской Аравии Халидом в 1976 году и посвящён его предшественнику, королю Фейсалу, убитому в 1975 году. Орден вручается за особые заслуги перед государством.

## Степени
Орден имеет пять классов:
- Кавалер Большого ленты (также используются наименования «Звезда короля Фейсала» или «Орден Короля Фейсала 1 класса») – высший класс ордена, считающийся отдельной наградой в системе государственных наград Саудовской Аравии. Вручается премьер-министрам, наследным принцам. Инсигнии состоят из знака ордена 63 мм в диаметре на чрезплечной ленте и большой золотой звезды на левой стороне груди.
- Кавалер ордена Первого класса – золотой знак 63 мм в диаметре на шейной ленте и золотая звезда на левой стороне груди.
- Кавалер ордена Второго класса — серебряный знак 63 мм в диаметре на шейной ленте и серебряная звезда на левой стороне груди.
- Кавалер ордена Третьего класса – серебряный знак 60 мм в диаметре на шейной ленте.
- Кавалер ордена Четвёртого класса – золотой знак 40 мм. в диаметре на нагрудной ленте с розеткой.
- Кавалер ордена Пятого класса – серебряный знак 40 мм. в диаметре на нагрудной ленте.

| Орденские планки      |                  |                  |                  |                  |                  |
| Кавалер Большой ленты | Кавалер 1 класса | Кавалер 2 класса | Кавалер 3 класса | Кавалер 4 класса | Кавалер 5 класса |

## Описание
Знак ордена – семиконечная звезда с заострёнными лучами, покрытыми белой эмалью, листовидными штралами зелёной эмали между лучей, наложенной на семиконечную сияющую звезду, состоящую из группированных разновеликих двугранных заострённых лучиков. В центре знака круглый медальон белой эмали с каймой зелёной эмали. В медальоне надпись на арабском языке: «Фейсал ибн Абдул-Азиз». На кайме, надпись также на арабском языке: «Пионер исламской солидарности». Знак при помощи переходного звена в виде пучка из пяти пальмовых листьев крепится к орденской ленте.
Звезда ордена аналогична знаку, но установленного размера в зависимости от класса.
 Лента ордена шёлковая муаровая жёлтого цвета с полосками по краям: зелёной, обременённой тонкой чёрной полоской по центру, и белой.